# Until the Whole World Hears (canção)
"Until the Whole World Hears" é uma canção gravada pela banda Casting Crowns.
É o primeiro single do quinto álbum de estúdio lançado a 17 de novembro de 2009, Until the Whole World Hears.

## Prémios
Em 2010, a canção foi nomeada para os Dove Awards na categoria "Pop/Contemporary Recorded Song of the Year".

## Desempenho nas paradas musicais
| Parada musical (2009)            | Posição |
| -------------------------------- | ------- |
| Estados Unidos - Christian Songs | 1       |
| Estados Unidos - Top Heatseekers | 23      |